# Wolfgang Rothe (Romanist)
Wolfgang Rothe (* 11. Januar 1920 in Danzig-Oliva; † 11. Dezember 1974 in Münster) war ein deutscher Romanist und Sprachwissenschaftler.

## Leben und Werk
Rothe promovierte 1952 in Rostock bei Rudolf Brummer über Die Korbbezeichnungen in den französischen und provenzalischen Dialekten. Er wurde in der DDR wegen einer versuchten Flucht aus der DDR inhaftiert. Er habilitierte sich (nach Verlassen der DDR) in Kiel bei Harald Weinrich mit Strukturen des Konjunktivs im Französischen (Tübingen 1967). Rothe war als Kollege von Manfred Höfler Professor der Universität Düsseldorf.

## Weitere Werke
- Einführung in die historische Laut- und Formenlehre des Rumänischen, Halle a.S. 1957
- Phonologie des Französischen. Einführung in die Synchronie und Diachronie des französischen Phonemsystems, Berlin 1972
- Asterix und das Spiel mit der Sprache, in: Die Neueren Sprachen 73, 1974, S. 241–261 [Antrittsvorlesung Universität Düsseldorf]